# Martin L. Schäfer
Martin L. Schäfer (* 23. April 1965; † 13. Mai 2017 in Dietzenbach), oft auch nur Martin Schäfer genannt, war ein deutscher Schauspieler, Synchronsprecher, Moderator sowie Musiker, Sänger und Komponist.

## Leben und Karriere
Martin Schäfer wurde im April 1965 geboren. Als er acht Jahre alt war, schenkte ihm seine Mutter zum Geburtstag eine Gitarre. Mit 16 Jahren gründete er seine erste eigene Band, die den Namen Al Martin & the Big Bamboo trug. Er lernte daraufhin Bass spielen und wurde mit 18 Jahren der jüngste Musiker, der auf der Musikmesse Frankfurt ein Engagement als Bassist bekam. Auf dieser Messe lernte er seinen zukünftigen Partner Stefan Lupp kennen. Nach seinem Abitur nahm er Gitarrenunterricht, übte Klavier, Gitarre, Bass und Gesang und komponierte. Schäfer war mit seiner Band die erste aus Frankfurt, die eine CD herausbrachte.
Ab 1990 komponierte er Musik für Werbespots für Firmen wie u. a. Marlboro, Porsche, Blaupunkt oder den Fußballverein Eintracht Frankfurt. 
Gemeinsam mit seinem Partner Stefan Lupp gründete er die M&S Music Tonstudio GmbH, die heute in Offenbach ansässig ist und sich vor allem auf die Vertonung von Computerspielen spezialisiert hat. Schäfer saß bei vielen von diesen Projekten hinter dem Mischpult und führte Regie. 1993 beschloss er dann schließlich selbst, als Sprecher aktiv zu werden. Er bekam von Anne Georgio vom Hessischen Rundfunk Sprechunterricht und übte in seinem eigenen Studio.
Er war daraufhin umfangreich als Synchronsprecher tätig und in zahlreichen Werbungen für Unternehmen wie Deutsche Bahn, Siemens, Hasbro oder der Commerzbank zu hören. Schäfer sprach in über 100 Computerspielen mit und ist dabei vor allem für seine Rollen in der Gothic-Reihe bekannt. In dem 2009 veröffentlichten Action-Rollenspiel Risen und dem 2012 erschienenen Nachfolger Risen 2: Dark Waters lieh er dem Helden seine Stimme, wurde jedoch im dritten Teil durch Thomas Friebe abgelöst. Auch war er in Spielen wie The Elder Scrolls IV: Oblivion oder Until Dawn in Nebenrollen zu hören.
Auch bei der Synchronisation von vielen Filmen und Serien wirkte er mit, so sprach er bspw. in den japanischen Horrorfilmen The Ring und dessen Nachfolger The Ring 2 Hiroyuki Sanada in der Rolle des Ryuji Takayama.
Ab 2004 war er des Weiteren als Moderator tätig und als Stationvoice des ZDF zu hören. 2005 und 2006 spielte er die Rolle des Steve Morton in dem Dinnerkrimi Bei Verlobung Mord.

## Persönliches
Schäfer lebte in Dreieich, er war verheiratet und Vater von zwei Töchtern (* 1993) und (* 2000), die ebenfalls in der Synchronbranche aktiv sind oder waren. Martin L. Schäfer kam am 13. Mai 2017 bei einem Verkehrsunfall in Dietzenbach ums Leben. Er wurde 52 Jahre alt.

## Synchronarbeiten (Auswahl)
Hiroyuki Sanada
- 1998: The Ring als Ryuji Takayama (Synchro 2003)
- 1999: The Ring 2 als Ryuji Takayama (Synchro 2003)

### Filme
- 1964: Für Vincent Price in Ich bin Legende als Dr. Robert Morgan (2. Synchro 2017)
- 1996: Für Francesco Quinn in Cannes Man als Frank „Rhino“ Rhinoslavsky
- 1998: Für Dwight Yoakam in Die Newton Boys als Brentwood Glasscock
- 2003: Für Brett Rickaby in Auf den Spuren von Batman als Frank Gorshin / Riddler
- 2004: Für Mark Dexter in 12 Days of Terror als Stanley
- 2004: Für Sean Patrick Flanery in 30 Days Until I’m Famous – In 30 Tagen berühmt als Cole Thompson
- 2005: Für Taye Diggs in Slow Burn – Verführerische Falle als Jeffrey Sykes (Synchro 2011)
- 2007: Für William Baldwin in Noise – Lärm! als Stabschef des Bürgermeisters
- 2007: Für Crispin Glover in The Wizard of Gore als Montag the Magnificent
- 2007: Für Simon Abkarian in Zimmer 401 – Rückkehr aus der Vergangenheit als Pierre
- 2008: Für Francis Renaud in MR 73 – Bis dass der Tod dich erlöst als Kovalski
- 2008: Für Aleksandr Bukharov in Der Soldat des Zaren als Captain Yuri Vasnetsov
- 2009: Für Andrei Iljitsch Merslikin in Newsmakers – Terror hat ein neues Gesicht als Smirnow
- 2010: Für Michel Ferracci in Le Mac – Doppelt knallt’s besser als Mendes’ Gehilfe
- 2010: Für Richard Griffiths in Nazi Invasion – Team Europa als Hermann Göring
- 2010: Für Danny Nucci in Sinatra Club – Der Club der Gangster als John Gotti
- 2011: Für Craig Parkinson in Ghosted – Albtraum hinter Gittern als Clay
- 2011: Für James Ransone in Ein Cop mit dunkler Vergangenheit – The Son of No One als Officer Thomas Prudenti
- 2012: Für Oliver Platt in Armour of God – Chinese Zodiac als Lawrence Morgan
- 2012: Für Richard Tavernaro in The Collection – The Collector 2 als Swat-Officer
- 2012: Für Kevin Cannon in Das Glück der großen Dinge als Bandmember
- 2012: Für Andy Mackenzie in Sushi Girl als Max
- 2012: Für José Mota in Tad Stones – Der verlorene Jäger des Schatzes! als Freddy
- 2013: Für Carlos Julio Molina in The Liberator als Jose Felix Ribas
- 2014: Für Antoine Basler in 137 Karat – Ein fast perfekter Coup als Scylla
- 2014: Für Silas Carson in Dying of the Light – Jede Minute zählt als Dr. Sanjar
- 2014: Für Marian Valev in Schwerter des Königs – Die letzte Mission als Avaylo / Terovin
- 2014: Für José Ramón Rosario in Welcome to New York als Detective Rosario
- 2015: Für Aleks Paunovic in Blackway – Auf dem Pfad der Rache als Skell
- 2016: Für Jesse Borrego in Dead Awake – Wenn du einschläfst bist du tot als Dr. Hassan Davies
- 2016: Für Eui-sung Kim in Train to Busan als Yong-suk
- 2017: Für Nick E. Tarabay in Rise of a Warrior als Reiken

### Serien
- 2001: Für Kunihiko Yasui in Grappler Baki als Retsu Kaioh
- 2012: Für Ian Tracey in True Justice als Dr. Zee (Staffel 2)
- 2013, 2017: Für Derek Riddell in Ripper Street als Constantine
- 2014: Für Lee Boardman in Da Vinci’s Demons als Amerigo Vespucci (Staffel 2)
- 2015–2017: Für Paterson Joseph in Safe House als DCI Mark Maxwell
- 2015–2016: Für James Frain in Orphan Black als Ferdinand Chevalier (1. Stimme)

## Videospiele (Auswahl)
- 1997: Zork: Der Großinquisitor als Cerberus, das Hades Biest (2. Kopf)
- 2001: Gothic als Tarrok, Varrag-Hashor, Varrag-Kasorg, Varrag-Unhilqt u. a.
- 2002: Gothic II als Ur-Shak und Orks (Elitekrieger, Krieger und Schamanen)
- 2003: Gothic II: Die Nacht des Raben als Orks (Elite, Krieger und Schamanen)
- 2004: Rome: Total War als Griechischer Diplomat
- 2005: Sniper Elite als Elitescharfschütze
- 2006: The Elder Scrolls IV: Oblivion als Dunkelelf und Waldelf
- 2006: Star Trek: Legacy als Captain Jonathan Archer
- 2007: Tortuga: Two Treasures als Thomas „Hawk“ Blythe u. a.
- 2009: Risen als Namenloser Held
- 2009: Call of Duty: Modern Warfare 2 als Simon „Ghost“ Riley
- 2010: diverse Rollen in Fallout: New Vegas
- 2012: Risen 2: Dark Waters als Namenloser Held
- 2012: Diablo III als Schuft (Begleiter)
- 2014: Destiny als Cayde-6
- 2015: Until Dawn als Ranger
- 2017/2019: Fade to Silence als Aktivist